# Parlement van Marokko

Wapen van Marokko

Het Parlement van Marokko (Arabisch: البرلمان المغربي, Barlaman almaghrib; Berbers: ⴰⴱⵕⵍⴰⵎⴰⵏ ⴰⵎⵖⵔⵉⴱⵉ; Frans: Parlement du Maroc) heeft twee Kamers:
- het Huis van Afgevaardigden - lagerhuis, 395 leden;
- het Huis van Raadsleden[1] - hogerhuis, 120 leden.

## Geschiedenis
De voorloper van het parlement was de Raadgevende Vergadering (Majlis el Ayane) die tot 1956 bestond en werd opgericht door sultan Abd el Aziz in 1904 werd ingesteld. Koning Mohammed V stelde in 1963 een tweekamerparlement] in met het Huis van Afgevaardigden als lagerhuis en het Huis van Raadsleden als hogerhuis. Tussen 1965 en 1996 (sinds 1970 grondwettelijk verankerd) kende het land een eenkamerparlement met het Huis van Afgevaardigden als enige Kamer. Tot 1977 werd het parlement met enige regelmaat ontbonden door de koning en regeerde het staatshoofd middels een staat van beleg.

### Overzicht
- Raadgevende Vergadering (Conseil consultatif) : 1904-1956
- Nationale Raadgevende Vergadering (Conseil consultatif national) : 1956-1959
- Parlement van Marokko (Parlement du Maroc) : 1963-heden (ontbonden 1965-1970, 1971-1977)
  - Kamer van Afgevaardigden (Chambre des représentants) : 1963-heden (ontbonden 1965-1970, 1971-1977)
  - Kamer van Raadsleden (Chambre des conseillers) : 1963-1965, 1996-heden

## Ambtsbekleders
| Functie                                    | Naam             | Termijn    |
| ------------------------------------------ | ---------------- | ---------- |
| Voorzitter van het Huis van Afgevaardigden | Habib El Malki   | 2017–heden |
| Voorzitter van het Huis van Raadsleden     | Hakim Benchamach | 2015–heden |

## Afbeeldingen

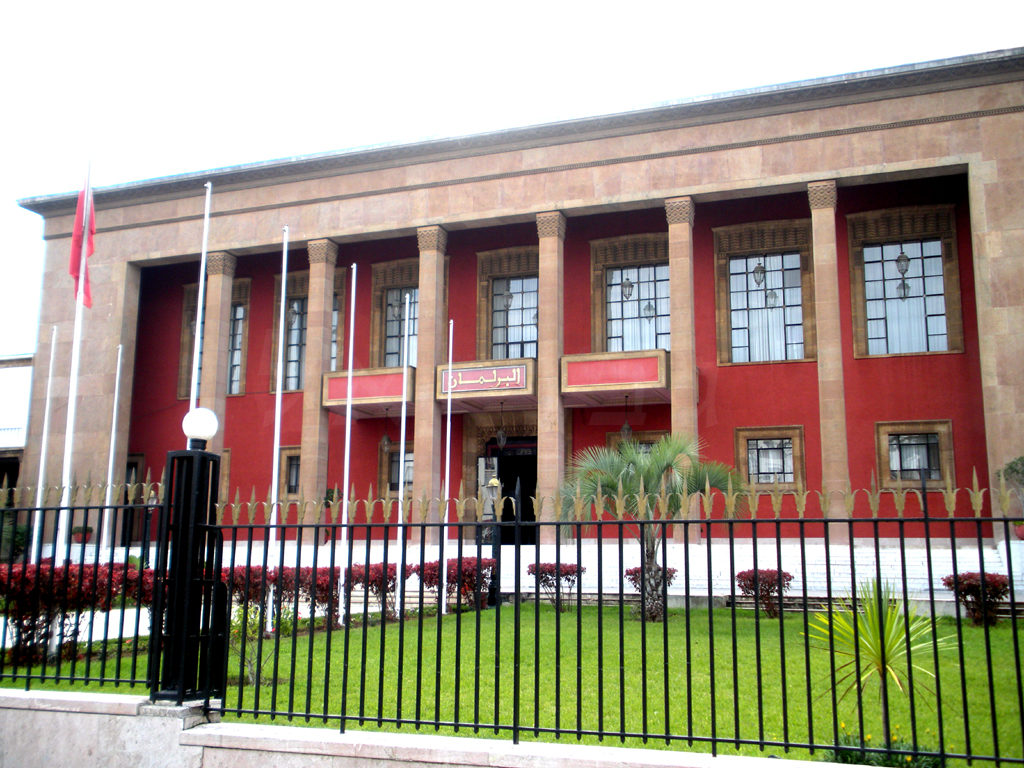
Het gebouw waarin het Huis van Afgevaardigden zetelt in Rabat
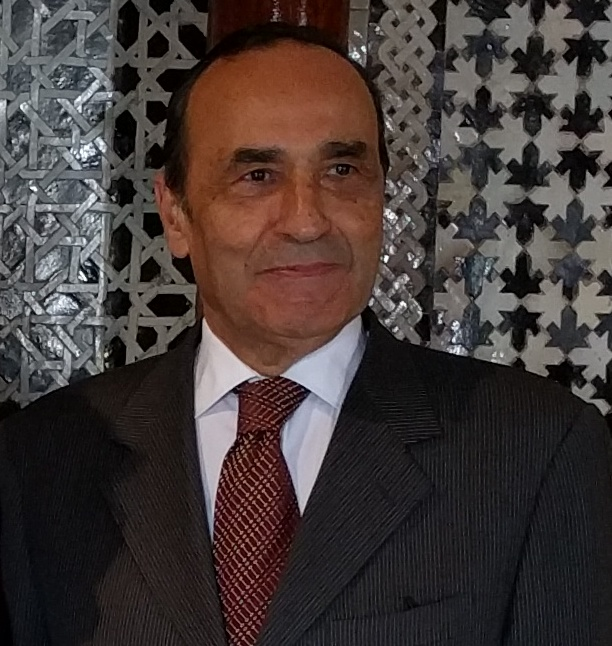
Voorzitter van het Huis van Afgevaardigden, Habib El Malki
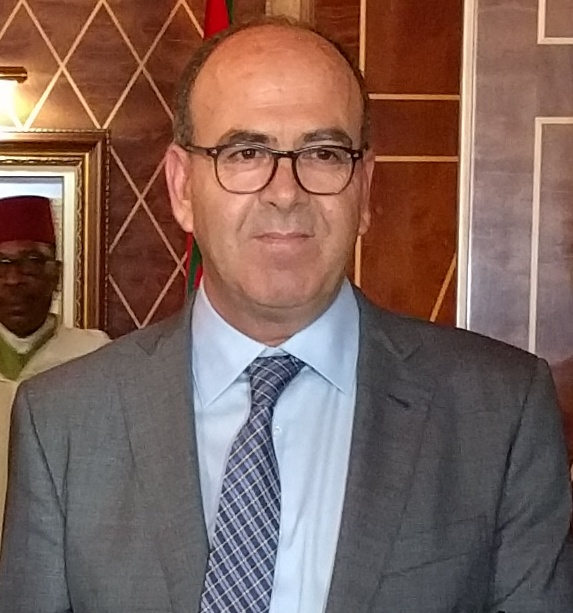
Voorzitter van het Huis van Raadsleden, Hakim Benchamach